# Nephridiorhynchus palawanensis
Nephridiorhynchus palawanensis är en hakmaskart som beskrevs av Tubangui, et al 1938. Nephridiorhynchus palawanensis ingår i släktet Nephridiorhynchus och familjen Oligacanthorhynchidae. Inga underarter finns listade i Catalogue of Life.